# Zhongbao, Fujian
Zhongbao är en köping i sydöstra Kina. Den ligger i Wuping härad i staden Longyan i provinsen Fujian, omkring 320 kilometer väster om provinshuvudstaden Fuzhou. Antalet invånare är 18 407. Befolkningen består av 9 171 kvinnor och 9 236 män. Barn under 15 år utgör 15,0 %, vuxna 15-64 år 69 %, och äldre över 65 år 14,0 %.